# Specialità (forze armate)
Una specialità, nelle forze armate, indica una distinzione, dovuta a particolari compiti o caratteristiche di una categoria, all'interno di un'arma delle forze armate.

## Italia

### Esercito
Nell'esercito sono una distinzione, dovuta a particolari compiti o caratteristiche, delle varie armi in cui l'esercito è diviso. L'Esercito Italiano è suddiviso in sei armi, ciascuna delle quali ha le proprie specialità, ad eccezione dell'Arma dei trasporti e materiali, specializzata nella logistica e nel supporto al combattimento, che non ha alcuna specialità.
L'Arma di fanteria ha come specialità:
- i Granatieri,
- il Corpo dei Bersaglieri,
- il Corpo degli Alpini,
- i Paracadutisti
- i Lagunari.

L'arma di artiglieria ha le specialità:
- Artiglieria terrestre
  - artiglieria da campagna
  - Artiglieria da montagna
- artiglieria contraerei.

L'Arma di cavalleria ha come specialità
- la Cavalleria di Linea
  - Dragoni,
  - Cavalleggeri
  - Lancieri
- Carristi, nati come specialità della fanteria, nel 1999, con decreto Ministeriale 1º giugno 1999, sono diventati una specialità della Cavalleria

L'Arma del genio ha come specialità:
- Pionieri,
- Ferrovieri,
- Pontieri
- Guastatori.

L'Arma delle trasmissioni:
- Telematica
- Guerra Elettronica.

L'Aviazione dell'Esercito è la più giovane Specialità dell'Esercito Italiano ed è l'unica "specialità" della Forza Armata che non appartiene a nessuna Arma o Corpo dell'Esercito ma è formata da personale altamente qualificato proveniente da qualsiasi Arma, Corpo o altra Specialità.

### Marina Militare
Nella Marina Militare Italiana il Corpo del genio navale è l'unico dei Corpi della marina con le specialità:
- genio navale
- genio infrastrutture
- armi navali, dal 1º gennaio 2017,  in seguito all'unificazione del Corpo delle Armi Navali con il Corpo del genio navale[2]

Gli ufficiali della specialità Genio Navale si occupano dei servizi tecnici delle unità navali e dei sommergibili, arrivando a dirigere i sistemi di propulsione, gli impianti di piattaforma e i servizi elettrici e gestiscono gli impianti di sicurezza della piattaforma, oppure operano nel settore delle infrastrutture sia nel campo della progettazione che in quello della gestione tecnica e amministrativa. Ulteriori abilitazioni o specializzazioni che possono essere conseguite dagli ufficiali del genio navale sono quella di ufficiale del genio navale sommergibilista e ufficiale del genio navale tecnico di aeromobili.
Nel Corpo equipaggi militari marittimi della Marina Militare le specialità costituiscono solo i rami di differenziazione tecnica nei quali è divisa una determinata categoria del personale marittimo (quella che nell'esercito è denominata specializzazione), con ciascuna specialità a sua volta suddivisa in abilitazioni.
- Categoria Specialisti del sistema di combattimento (SSC)
- Categoria Tecnici del Sistema di Combattimento (TSC)
- Categoria Specialisti del sistema di piattaforma (SSP)
- Categoria Supporto e servizio amministrativo logistico (SSAL)
- Categoria Fucilieri di Marina (FCM)
- Categoria Incursori (IN)
- Categoria Palombari (PA)
- Categoria Servizio Sanitario (SS)
- Categoria Nocchieri (N)

#### Corpo delle capitanerie di porto - Guardia costiera
Il Corpo delle capitanerie di porto - Guardia costiera è uno dei corpi specialistici della Marina Militare italiana e svolge compiti relativi agli usi civili del mare, con funzioni di guardia costiera.
L'unica categoria, fino al massimo grado dei sottufficiali, è quella dei nocchieri di porto, che possono ricoprire nell'ambito del proprio servizio, dopo avere conseguito la relativa abilitazione.

### Aeronautica Militare
Nell'Aeronautica Militare il Corpo del Genio Aeronautico, il Corpo di Commissariato Aeronautico e il Corpo Sanitario Aeronautico, non sono suddivisi in specialità, ma in specializzazioni.
Le specialità costituiscono infatti ognuno dei rami di differenziazione tecnica nei quali è divisa una determinata categoria: 
L'Arma Aeronautica, ruolo delle armi normale e speciale (A.A.r.a.n.)-(A.A.r.a.s.) ha le seguenti specialità:
- controllo spazio aereo;
- equipaggi di volo;
- supporto logistico;
- supporto operativo.

Il Corpo del Genio aeronautico ha le seguenti specialità:
- armamento;
- chimica;
- costruzioni aeronautiche;
- elettronica;
- fisica;
- fotografo;
- infrastrutture e impianti;
- motorizzazione.

Il Corpo di Commissariato aeronautico ha le seguenti specialità:
- commissariato;
- amministrazione e rifornimento.